# Heritage (álbum de Opeth)
Heritage é o décimo álbum de estúdio da banda sueca Opeth, lançado a 14 de setembro de 2011 pela Roadrunner Records. É o décimo álbum de estúdio da banda e o primeiro desde Watershed em 2008, marcando o maior intervalo entre álbuns de estúdio na sua história. Heritage é a última gravação de Opeth com Per Wilberg como teclista. A canção Slither é uma dedicatória da banda a Ronnie James Dio.

## História
Depois de passar quase dois anos a promoção de Watershed, Opeth embarcou em  seis-show, turnê mundial 30 de Março a 9 de abril de 2010 em comemoração do seu 20 º aniversário. Durante uma conferência de imprensa no final daquele ano para o DVD resultante, In Concert Live at the Royal Albert Hall, Mikael Åkerfeldt disse à revista Classic Rock que ele finalmente tinha escrito para um álbum novo de Opeth.
A 1 de dezembro de 2010, a banda anunciou que iria entrar nos estúdios de Atlantis / Metrônomo em Estocolmo, em 31 de janeiro de 2011 para começar a gravar com Jens Bogren na engenharia e Steven Wilson na mistura. Ao final de março, a mistura estava completa e Per Wiberg tinha sido dispensado das suas funções em Opeth como parte de uma decisão mútua com a banda em 6 de abril de 2011. Joakim Svalberg foi confirmado como o novo teclista permanente de Opeth no site oficial.
Em 25 de maio de 2011, o título do álbum, "Heritage", foi anunciado.
Em 26 de Julho de 2011, a banda estreou o primeiro single do álbum, "The Devil's Orchard", em Stereogum. A canção é descrita por ter uma "mistura de períodos de recuperação do jazz".
Em 11 de setembro de 2011, foi transmitido "Heritage" na íntegra na "NPR Music".

## Capa
Poucos dias depois do anúncio do título do álbum, a arte da capa foi revelada. Foi feita pelo antigo colaborador de Opeth, Travis Smith. Tal como confirmado por Mikael Åkerfeldt numa entrevista por vídeo em Culture Face, a capa é repleta de simbolismo. A árvore representa a banda florescente no presente, enquanto as suas raízes "descer ao inferno" representam a história da banda no período death metal. Os rostos da árvore são os atuais membros da banda, com a cabeça de Wiberg a cair da árvore que representa o fato de que ele estava na banda durante a gravação do álbum, deixando-a pouco depois. Os crânios debaixo da árvore também representam os membros passados da banda.

## Estilo Musical
Heritage sinaliza uma partida para Opeth do estilo musical dos seus álbuns anteriores. Originalmente, as duas primeiras músicas que Mikael Åkerfeldt escreveu para o álbum foram no estilo de Watershed, mas exclui-as logo depois. Depois de escrever "The Lines in My Hand" e falar com Martin Mendez, Åkerfeldt decidiu escrever o resto do álbum nesse estilo.
Heritage não apresenta nenhuns vocais guturais, que têm estado presentes em todos os álbuns de Opeth, exceto em Damnation. A faixa-título do álbum é influenciado por Jan Johansson na música folclórica sueca.

## Lançamento
Special edition digipak CD/DVD
- Faixas bônus: "Pyre" e "Face in the Snow"
- Documentário "Making of Heritage"
- Cartão com código para transferir as faixas bónus
- Moeda da edição especial de Opeth (salvo ruptura de stock)

Deluxe box set
- Duplo-LP de Heritage com exclusiva arte lenticular (180-gram vinyl)
- Jaqueta gatefold personalizada que abriga a edição especial CD / DVD (inclui duas faixas bônus, 5.1 mix de áudio do álbum e o documentário "Making of Heritage")
- 2 Faixas exclusivas de 7"
- Arte de capa impressa em lítio
- livro de 16 páginas com arte e fotos exclusivas
- Download digital do álbum um dia antes do lançamento oficial[15]
- Todo o conteúdo personalizado alojados em slipcase

## Recepção
| Críticas profissionais | Críticas profissionais |
| Pontuações agregadas   | Pontuações agregadas   |
| Fonte                  | Avaliação              |
| ---------------------- | ---------------------- |
| Metacritic             | 72%                    |
| Avaliações da crítica  |                        |
| Fonte                  | Avaliação              |
| Allmusic               | [ 2 ]                  |
| Braingell Radio        | [ 17 ]                 |

O site Allmusic afirma que "Amá-lo ou odiá-lo, Heritage, por seus muitos excessos - e concepção e execução estelar - é um álbum corajoso. Abre a porta para Opeth perseguir muitas direções novas e reinventar-se como uma banda."
O critico Murat Batmaz da Sea of Tranquility, observou que nenhuma parte do álbum pode ser considerado metal e elogiou-o como uma "obra-prima de queima lenta."

## Tabelas de Vendas
| Tabela (2011)            | Pico Posição |
| ------------------------ | ------------ |
| Tabela Australiana       | 12           |
| Tabela Austríaca         | 16           |
| Tabela Belga             | 87           |
| Tabela Dinamarquesa      | 8            |
| Tabela Holandesa         | 10           |
| Tabela Francesa          | 24           |
| Tabela Alemã             | 9            |
| Tabela Hungara           | 22           |
| Tabela Irlandesa         | 34           |
| Tabela Neo-Zelandesa     | 26           |
| Tabela Norueguesa        | 8            |
| Tabela Oficial Britânica | 22           |
| Tabela Britânica de Rock | 1            |
| US Billboard 200         | 19           |

## Faixas
Todas as músicas escritas por Mikael Åkerfeldt, excepto quando anotado.
| N.º | Título                                           | Duração |  |
| 1.  | "Heritage" (instrumental)                        | 2:05    |  |
| 2.  | "The Devil's Orchard"                            | 6:40    |  |
| 3.  | "I Feel the Dark"                                | 6:40    |  |
| 4.  | "Slither"                                        | 4:03    |  |
| 5.  | "Nepenthe"                                       | 5:40    |  |
| 6.  | "Häxprocess"                                     | 6:57    |  |
| 7.  | "Famine"                                         | 8:32    |  |
| 8.  | "The Lines in My Hand"                           | 3:49    |  |
| 9.  | "Folklore"                                       | 8:19    |  |
| 10. | "Marrow of the Earth" (instrumental)             | 4:19    |  |
| 11. | "Pyre (faixa bónus, Åkerfeldt, Fredrik Åkesson)" | 5:32    |  |
| 12. | "Face in the Snow (faixa bónus)"                 | 4:04    |  |

## Pessoal
| - Mikael Åkerfeldt – voz, guitarra, Mellotron, piano, efeitos áudio, mistura, arte - Fredrik Åkesson – guitarra - Per Wiberg – órgão, piano, Mellotron - Martin Mendez – baixo - Martin Axenrot – bateria | - Alex Acuña – percussão em "Famine" - Björn J:son Lindh – flauta em "Famine" - Jens Bogren – engenharia de áudio - Steven Wilson – mistura - Travis Smith – direção de arte |

## Historial de Lançamento
| País          | Data             |
| ------------- | ---------------- |
| Japão         | 14 Setembro 2011 |
| Austrália     | 16 Setembro 2011 |
| Bélgica       | 16 Setembro 2011 |
| Alemanha      | 16 Setembro 2011 |
| Irlanda       | 16 Setembro 2011 |
| Noruega       | 16 Setembro 2011 |
| Nova Zelândia | 19 Setembro 2011 |
| Portugal      | 19 Setembro 2011 |
| Reino Unido   | 19 Setembro 2011 |
| Canadá        | 20 Setembro 2011 |
| Itália        | 20 Setembro 2011 |
| México        | 20 Setembro 2011 |
| Espanha       | 20 Setembro 2011 |
| EUA           | 20 Setembro 2011 |